# Ludwig Bründl
Ludwig „Bubi“ Bründl (* 23. November 1946 in Ering) ist ein ehemaliger deutscher Fußballspieler, welcher 150 Ligaspiele in der Fußball-Bundesliga für die Vereine TSV 1860 München, 1. FC Köln und Eintracht Braunschweig bestritten und dabei 42 Tore erzielt hat.

## Laufbahn
Bründl ist in Ering am Inn aufgewachsen und verbrachte dort die ersten 13 Jahre seines Lebens. Wegen eines beruflichen Wechsels seines Vaters verlagerte die Großfamilie Bründl (Ludwig hat noch fünf Schwestern und einen Bruder) ihren Wohnsitz nach München. Ab Sommer 1959 spielte er in der Jugend von München 1860, besuchte die Realschule und erlernte den Beruf eines Verlagskaufmannes.
Als A-Junior debütierte er am 21. März 1965 in Oberhausen bei einem Länderspiel gegen Ungarn (1:2) in der Jugendnationalmannschaft des DFB. Im April des Jahres nahm er am UEFA-Juniorenturnier teil und belegte mit der deutschen Mannschaft den fünften Rang. Mitspieler waren Norbert Nigbur, Egon Köhnen, Berti Vogts, Walter Bechtold und Horst Köppel. Der Stürmer spielte von 1965 bis 1968 für den TSV 1860 München in der 1. Bundesliga und gehörte beim Gewinn der Deutschen Meisterschaft in der Saison 1965/66 dem Kader der „Löwen“ an. Er blieb aber in seinem ersten Jahr als Bundesligafußballer ohne Ligaeinsatz. In der Saison 1966/67 hatte er mit 18 Spielen und sechs Toren Anteil an der Vize-Meisterschaft hinter der Braunschweiger Eintracht. Sein Debüt in der Bundesliga hatte er am vierten Spieltag, den 10. September 1966, beim 3:3-Heimremis gegen den MSV Duisburg. Er bildete zusammen mit Hans Küppers, Rudi Brunnenmeier, Friedhelm Konietzka und Hans Rebele den Sturm der Mannschaft von Trainer Max Merkel. Unter Trainer Albert Sing kamen für Bründl 1967/68 weitere 24 Ligaeinsätze mit sieben Toren hinzu.
Zur Saison 1968/69 wechselte er zum 1. FC Köln, welcher 1968 den DFB-Pokal gewonnen hatte. Dort kam er jedoch unter Trainer Hans Merkle nur auf 13 Einsätze, in denen ihm lediglich ein Tor gelang. Am 17. August 1968 gehörte er dem Kölner Team an, das mit einem 2:1-Heimerfolg erfolgreich in die Saison 1968/69 gestartet war. Das Mittelfeld war mit Heinz Simmet, Heinz Flohe, Wolfgang Overath und der Angriff mit Carl-Heinz Rühl, Bründl und Heinz Hornig besetzt gewesen. Der 1. FC Köln kämpfte aber überraschend um den Klassenerhalt und kam am Rundenende lediglich auf den 13. Tabellenplatz. Am Schlusstag brachte ein 3:0-Heimerfolg gegen den 1. FC Nürnberg den Ligaerhalt zustande. Der Neuzugang aus München verließ Köln umgehend nach dieser Runde-- wieder und wechselte zu den Stuttgarter Kickers in die Zweitklassigkeit der Fußball-Regionalliga Süd. Dort kamen zwar nur die Mittelfeldplätze 12. (1970) und 10. (1971) mit den „Blauen“ heraus, aber unter Trainer Georg Wurzer fand Bründl wieder zu seiner Torjägerqualität zurück. Er wurde in der Saison 1970/71 mit 21 Treffern Torschützenkönig in der Südstaffel. Am 23. August 1970 erzielte er alle vier Treffer zum 4:0-Heimerfolg gegen den 1. FC Nürnberg.
Der erfolgreiche Stürmer bekam zur Saison 1971/72 einen Vertrag bei Eintracht Braunschweig und kehrte dadurch in die erste Bundesliga zurück. Herausragend war seine Torausbeute im UEFA-Cup der Runde, als er sich mit zehn Treffern die Torjägerkrone im Wettbewerb 1971/72 sichern konnte. Beim 6:1-Heimerfolg am 29. September 1971 gegen Glentoran Belfast glückten dem schnellen Stürmer mit Abschlussqualitäten fünf Treffer. Bei der Eintracht erzielte er in 63 Ligaeinsätzen 19 Tore, konnte aber den Abstieg im zweiten Jahr nicht verhindern. Nach dem Bundesligaabstieg 1973 schoss Bründl die Eintracht an der Seite des überragenden Torschützen Bernd Gersdorff (35 Tore in 19 Regionalligaeinsätzen) in der Regionalliga Nord 1973/74 mit 20 Toren in 25 Spielen zum direkten Wiederaufstieg. Er blieb noch zwei Jahre in Braunschweig und lernte die Trainerarbeit von Branko Zebec kennen, unter dessen Regie er 1974/75 noch mit 26 Einsätzen und sieben Toren zur Stammbesetzung zählte. Nachdem er in der Hinrunde 1975/76 nur noch zu sechs weiteren Einsätzen gekommen war (2 Tore), wechselte er dann im Januar 1976 in die Schweiz zu Vevey Sports. In der Waadtländer Riviera am Genfersee war Bründl dann von 1976 bis 1978 als Spielertrainer aktiv.
Nach der Profilaufbahn zog der verheiratete Vater zweier Söhne und einer Tochter wieder nach München und arbeitete 26 Jahre lang in der Debitorenabteilung eines Tochterunternehmens der Süddeutschen Zeitung. Zusätzlich trainierte er einige Amateurvereine im Münchner Raum, darunter SpVgg Starnberg, Sportfreunde 03 Pasing, SC Oberweikertshofen und den ASV Dachau.
Nach seiner Zeit als Profispieler war er auch bis vor kurzem noch oft im Traditionsteam des TSV 1860 zu sehen, welche er mehr als 15 Jahre managte. Bründl lebt im bei München gelegenen Eichenau.

## Erfolge
- 1966 Deutscher Meister
- 1967 Deutscher Vize-Meister
- 1972 Torschützenkönig des UEFA-Pokals mit Eintracht Braunschweig (10 Tore)